# Ad coenam
Ad coenam agni providi è un inno della liturgia cattolica. Nella liturgia delle ore viene utilizzato nei vespri del tempo di Pasqua.
Nel breviario romano è presente una sua variante, che inizia con le parole Ad regias Agni dapes, dovuta alle revisione degli inni comandata da papa Urbano VIII.
Il testo è attribuito a san Niceta di Remesiana, vescovo e poeta dell'inizio del V secolo, e viene eseguito prevalentemente su melodia gregoriana.
Nel Quattrocento la musica per questo inno è stata composta da Antoine Busnois, e nel XVI - XVII secolo da Giovanni Pierluigi da Palestrina, Tomás Luis de Victoria, Jean Titelouze, Louis Couperin.

## Testo
| Ad coenam Agni providi, stolis salutis candidi, post transitum maris Rubri Christo canamus principi. Cuius corpus sanctissimum in ara crucis torridum, sed et cruorem roseum gustando, Deo vivimus. Protecti paschae vespero a devastante angelo, de Pharaonis aspero sumus erepti imperio. Iam pascha nostrum Christus est, agnus occisus innocens; sinceritatis azyma qui carnem suam obtulit. O vera, digna hostia, per quam franguntur tartara, captiva plebs redimitur, redduntur vitae praemia! Consurgit Christus tumulo, victor redit de barathro, tyrannum trudens vinculo et paradisum reserans. Esto perenne mentibus paschale, Iesu, gaudium et nos renatos gratiae tuis triumphis aggrega. Iesu, tibi sit gloria, qui morte victa praenites, cum Patre et almo Spiritu, in sempiterna saecula. Amen. | Ad regias Agni dapes stolis salutis candidi, post transitum Maris Rubri Christo canamus principi. Divina cuius caritas sacrum propinat sanguinem, almique membra corporis amor sacerdos immolat. Sparsum cruorem postibus vastator horret Angelus, fugitque divisum mare; merguntur hostes fluctibus. Iam pascha nostrum Christus est, paschalis idem victima; et pura puris mentibus sinceritatis azyma. O vera, caeli victima, subiecta cui sunt tartara, soluta mortis vincula, recepta vitae praemia. Victor, subactis inferis, trophaea Christus explicat; caeloque aperto, subditum regem tenebrarum trahit. Ut sis perenne mentibus paschale, Iesu, gaudium, a morte dira criminum vitae renatos libera. Deo Patri sit gloria, et Filio qui a mortuis surrexit, ac Paraclito, in sempiterna saecula. Amen. |